# Naï Khanom Tom

Chaque 17 mars, la Thaïlande célèbre la Journée de Nai Khanom Tom.

Nai Khanom Tom (en thaï : นายขนมต้ม, litt. bonbon bouilli) est un personnage légendaire du folklore thaïlandais, présenté comme un soldat siamois du XVIIIe siècle siècle. Il est célèbre en Thaïlande pour ses prétendus exploits martiaux contre les armées birmanes, bien que son existence historique ne soit pas attestée.

## Histoire
L’histoire populaire de Nai Khanom Tom est largement célébrée en Thaïlande et dans le monde entier, où il est souvent désigné comme le « père du Muay Thai ». Plusieurs chercheurs ont examiné de manière critique cette légende, suggérant qu’elle relève davantage du mythe que de l’histoire réelle. Peter Vail, dans son ouvrage Muay Thai: Inventing Tradition for a National Symbol, soutient que cette histoire a été utilisée pour construire l’identité nationale thaïlandaise et fonctionne davantage comme un symbole culturel que comme un récit historique vérifiable. De même, l’historien Craig J. Reynolds, dans son ouvrage de 1991 National Identity and Its Defenders: Thailand, 1939–1989, explique comment les récits historiques thaïlandais ont été façonnés après la Seconde Guerre mondiale pour promouvoir l’unité nationale, notamment par l’élévation de figures comme Nai Khanom Tom sans documentation historique claire,. Les chercheurs insistent sur l’absence de sources contemporaines et estiment que la légende est probablement apparue, ou a été amplifiée, durant la période de construction nationale moderne en Thaïlande.
Ils estiment que cette histoire a émergé au XXe siècle, en lien avec les efforts des institutions culturelles thaïlandaises visant à forger une identité nationale cohérente. Après la Seconde Guerre mondiale, des figures comme Luang Wichitwathakan ont joué un rôle clé dans la promotion du nationalisme thaïlandais, notamment en créant et diffusant des récits mythiques. La légende de Nai Khanom Tom constitue un exemple d’« invention de tradition », où le folklore est mobilisé pour renforcer l’unité nationale et la continuité culturelle,.
Cette historiographie repose en grande partie sur de brèves mentions dans les chroniques royales du XVIIIe siècle, incluant quatre épisodes : l’un où le roi Sanphet VIII aurait combattu incognito lors d’une foire en 1702 dans le district de Wiset Chai Chan ; un autre où Nai Khanom Tom, prisonnier de guerre après la chute d’Ayutthaya, aurait combattu devant le roi birman et vaincu dix adversaires ; un sur le commandant militaire Phraya Phichai Dap Hak, ancien combattant de Muay Thai ; et un dernier sur Muen Phlan, choisi par le roi Rama I pour affronter deux adversaires français en 1788,.
Selon la version populaire, en 1767, après la chute du royaume d’Ayutthaya lors de la guerre birmane-siamoise (1765–1767), les troupes birmanes auraient capturé des milliers de Siamois et les auraient emmenés en Birmanie. Un festival religieux de sept jours aurait été organisé en l’honneur des reliques du Bouddha, avec des spectacles, des pièces costumées, des comédies et des combats à l’épée. Le roi Hsinbyushin aurait voulu comparer ses combattants aux Siamois. Nai Khanom Tom aurait été choisi pour affronter le champion birman devant le trône. Dès le début du combat, il aurait utilisé les techniques de poings, coudes, genoux et pieds pour terrasser son adversaire. Le roi aurait alors demandé s’il accepterait d’affronter neuf autres combattants birmans, ce qu’il fit sans temps de repos. Son dernier adversaire aurait été un grand maître de kickboxing de l'État d’Arakan, que Nai Khanom Tom aurait également vaincu.
Pour commémorer cette histoire, la Thaïlande organise chaque 17 mars le Festival du Muay Thai et la cérémonie du Wai Khru, journée désormais appelée « Journée nationale du Muay Thai »,,. 

## Controverse
Le 28 avril 2021, Leduc a suscité la controverse avec une publication sur les réseaux sociaux remplie de grossièretés, affirmant que le Muaythai était une « version édulcorée de la boxe birmane », critiquant le combattant de Muay Thai Buakaw Banchamek et déclarant que les récits autour de la légende de Nai Khanom Tom étaient faux, soutenant qu’il s’agissait simplement d’un prisonnier dans la Birmanie ancienne durant la guerre birmano-siamoise (1765–1767). 
Cette publication a suscité de vives réactions dans la communauté du Muaythai et des sports de combat. Dans une lettre, la Myanmar Traditional Lethwei Federation (MTLF) a indiqué que « les promoteurs de Muaythai ont déposé une plainte contre Leduc ». Le promoteur thaïlandais Nuttadaj Vachirarattanawong a exhorté la MTLF à le sanctionner,. 
La MTLF a estimé que Leduc avait « commis des attaques personnelles » contre Buakaw Banchamek et l’histoire du Muaythai, pouvant potentiellement « ternir les relations entre le Myanmar et la Thaïlande ». La fédération lui a infligé une suspension de deux ans dans les compétitions de Lethwei sous leur juridiction,.
En réaction à la lettre, Leduc a déclaré sur les réseaux sociaux : "Ils ne sont pas la Fédération mondiale de Lethwei (WLF), la WLF est la plus puissante, elle a des fédérations affiliées dans le monde entier [...] Personne au monde ne me dicte rien. La World Lethwei Federation ne le peut pas, et certainement pas la MTLF."
Leduc s’est également moqué de la figure folklorique du Muay Thai Nai Khanom Tom, pour avoir été capturé par les troupes Birmanes durant la guerre birmano-siamoise (1765–1767),,.
En mai 2021, le Ministère thaïlandais de la Culture a officiellement placé Leduc sur liste noire, lui interdisant l’entrée en Thaïlande,,.